# Nederlands grafmonument Huissen
Nederlands grafmonument is een monument in de Nederlandse stad Huissen, ter herinnering aan de mensen die tijdens de bevrijding in 1944 zijn omgekomen.

## Achtergrond
Aan het eind van de Tweede Wereldoorlog werd geprobeerd de Duitsers uit het land te verdrijven. Bij een bombardement op Huissen op 17 september 1944 kwamen 23 mensen om. Op 1 oktober zetten de Duitsers een tegenval in en de dag daarop werd Huissen opnieuw door de geallieerden gebombardeerd. Daarbij kwamen nog eens 98 mensen om het leven. Het massagraf op de begraafplaats werd op 17 september 1944 op de R.K. begraafplaats ingericht. Op 2 november 1947 werd het grafmonument onthuld.
Het oorlogsmonument werd ontworpen door de beeldhouwer Wim Harzing, het bestaat uit een zandstenen opzet van lage muurtjes, met aan het hoofd een grafkruis met een afbeelding van Christus en boven zijn hoofd een verbeelding van het bombardement. Harzing had niet lang daarvoor zijn eerste grafkruizen gemaakt voor zijn ouders die ook tijdens de oorlog waren overleden.
Het monument is in 2000 gerestaureerd. 

## Beschrijving
Het monument bestaat uit een massagraf dat wordt ommuurd door zandstenen balken, waarop de namen van de oorlogsslachtoffers worden vermeld. Aan het hoofd is een kruis opgericht, met in reliëf het lichaam van Christus en het randschrift "verkwikking, zaligheid, klaarte van eeuwig licht". Daarnaast twee opstaande sculpturen met in reliëf afbeeldingen van de bombardementen. Onder het kruis staat de naam van de omgekomen Huissense pastoor Theodoris Johannes (Dirk) van Wijk (1884-1944), aan weerszijden de namen van zusters Cortona en Regulinda.

## Afbeeldingen

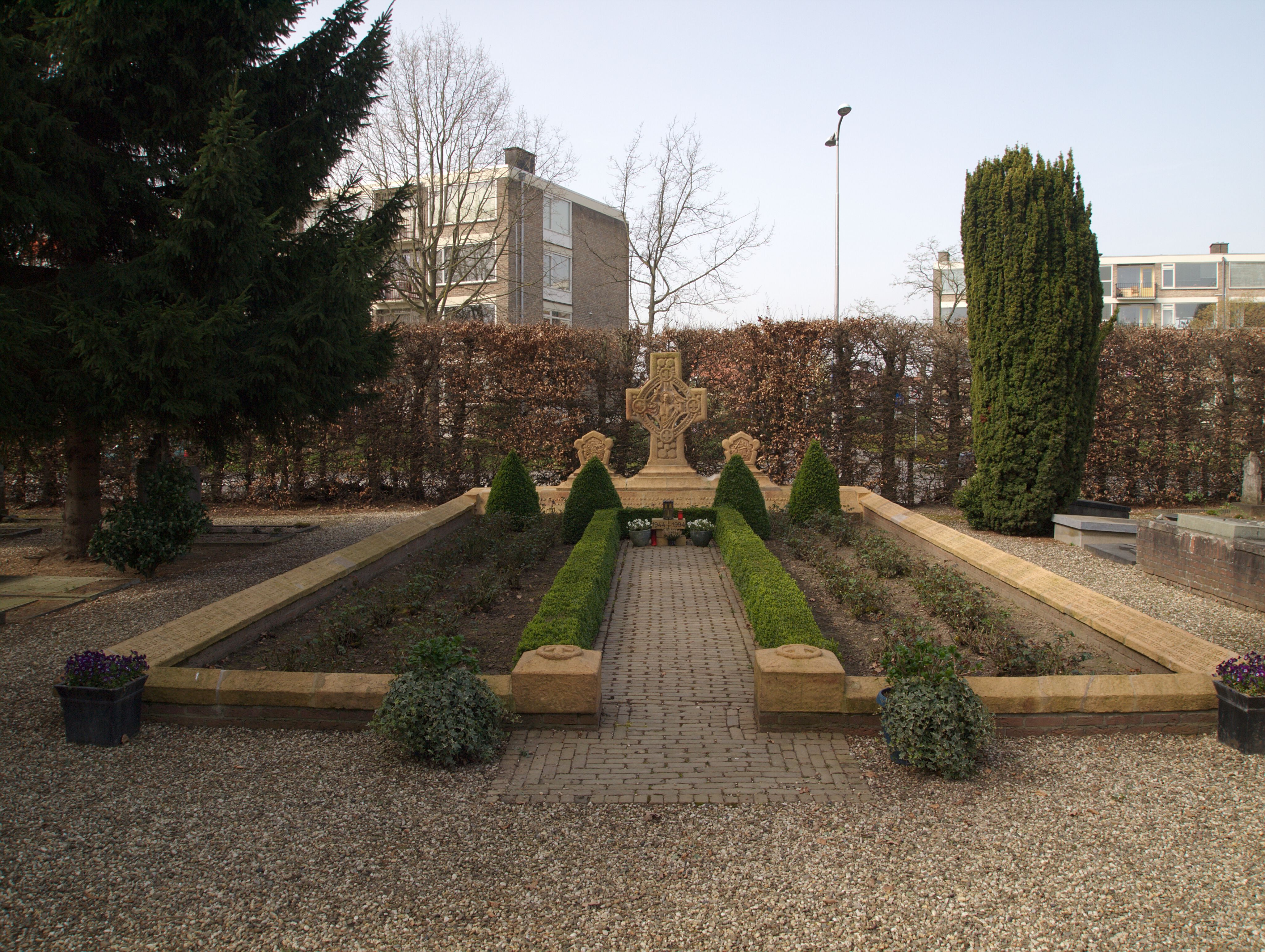
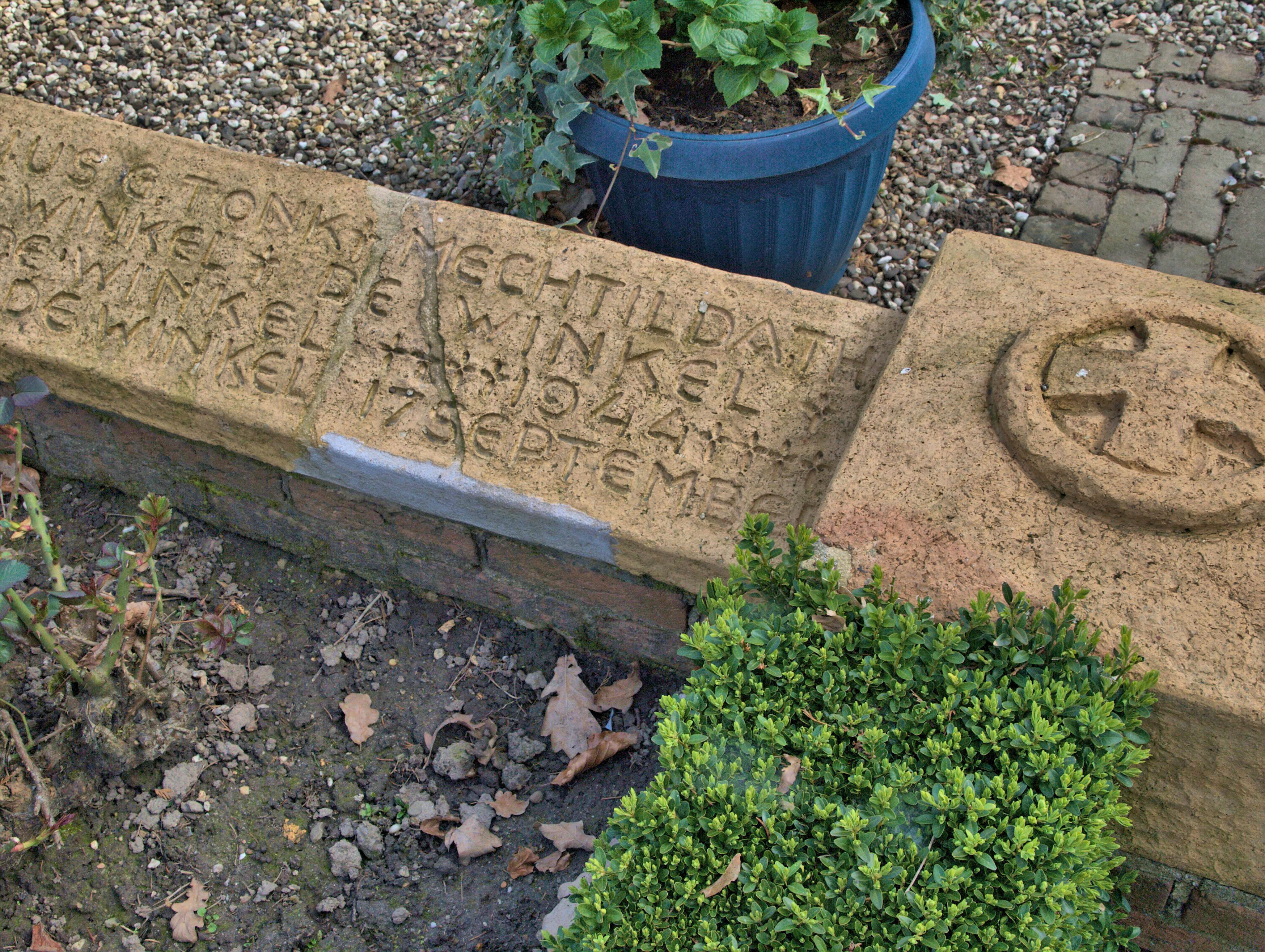
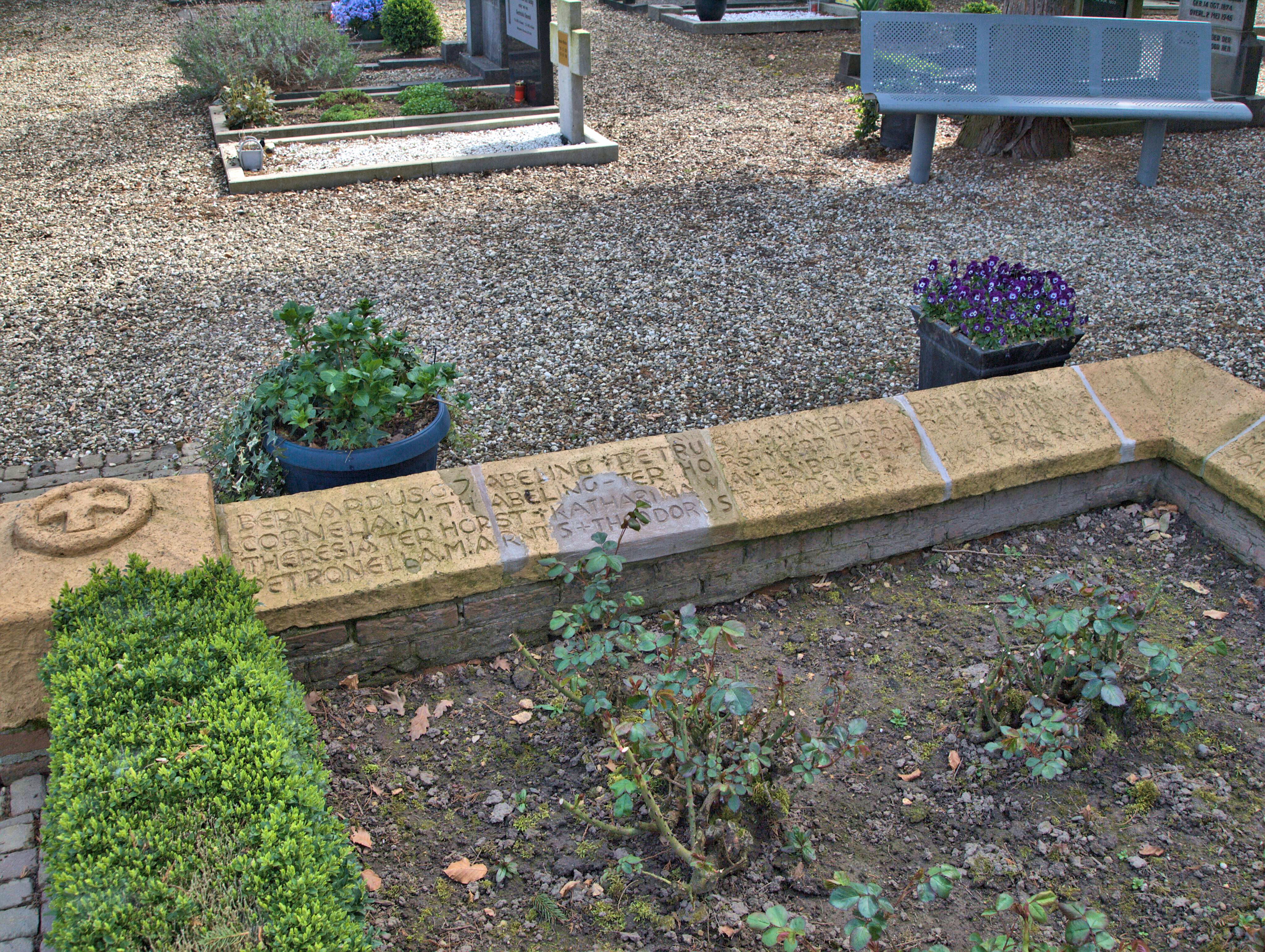